# Почт-директор
Почт-директор — в дореволюционной России государственный чиновник, который руководил деятельностью почтамтов. Название употреблялось также в отношении аналогичных должностей в некоторых других странах.

## Российская империя
Должность почт-директора ввёл в начале XVIII века Пётр I. В частности, в 1722 году в Российской империи была учреждена должность генерал-почт-директора, ставшего начальником над «немецкой» и ямской почтами. В Санкт-Петербурге и Москве были учреждены почтамты, управляемые почт-директорами.
Император Пётр I для организации почты взял немецкую модель почтового сообщения, поэтому для организации российской почты пригласил немецких почтмейстеров.
В 1728 году в России были четыре почтовые конторы, которыми заведовали немцы. В России в течение первой половины XIX столетия газетная операция составляла частный промысел почт-директоров и почтмейстеров, которые сами устанавливали правила по газетной операции и взимали в свою пользу сборы за пересылку периодических изданий. В 1852 году правительство выкупило газетную операцию у двух почт-директоров и шести почтмейстеров.
Почтамты играли важную роль в политике и безопасности государства. Уже со времён второго почт-директора Петербургского почтамта Фридриха Аша, почтамт стал центром активной перлюстрации писем иностранных дипломатов и важных персон. Информация незамедлительно докладывалась лично монарху или высшим руководителям Империи. На должность почт-директоров назначались особо проверенные надёжные люди со знанием иностранных языков, разбирающиеся во внешней и внутренней политике государства, работающие на этой должности порою десятилетия. Государство ценило этих чиновников, они получали высокие государственные чины, ниже действительного статского советника среди них не было.

### Петербургские почт-директоры
Санкт-Петербургский почтамт был открыт в июле 1714 году. Находился в ведомстве Коллегии иностранных дел , с 1782 году - Сената,  с 1806 года -  Министерства внутренних дел,  с 5 мая 1917 года - Министерства почт и телеграфов Временного правительства России.
Первым почт-директором со дня основания  Санкт-Петербургского почтамта в 1714—1726 годах был приглашённый немец Генрих Готлиб Краусс (Краузе), который после долгих лет службы был уволен за злоупотребления.
Его сменил, также по происхождению немец, Фридрих Георг Аш (Фёдор Юрьевич Аш) прослуживший в этой должности с 1726 по 1764 год.. Впрочем, и его постигла незавидная участь - за растраты казённых сумм был уволен с должности, а его имущество конфисковано.
После Аша на должность петербургского почт-директора был назначен бывший секретарь Коллегии иностранных дел Матвей Матвеевич фон Экк проработавший с 1764 по 1789 год. 
Затем Экка в 1789 году сменил отец известного декабриста и брат московского почт-директора И. Б. Пестель. В июле 1799 года он стал президентом Главного почтового управления, а должность и дела передал Николаю Игнатьевичу Калинину, который через десять лет службы был переведён в Правительствующий Сенат в чине тайного советника и в 1819 году на должность петербургского почт-директора был назначен К. Я. Булгаков. После апоплексического удара в сентябре 1835 года Булгаков умер, и его сменил Ф. И. Прянишников, С 1841  по 1857 год он одновременно был главноуправляющим департамента. С 1857 года по 1868 год эти же должности занимал Николай Иванович Лаубе, статс-секретарь и тайный советник.
С 22 октября 1831 года по 11 ноября 1835 года, и 30 ноября 1835 по 14 июня 1868 года должности петербургского почт-директора и главноуправляющего почтового департамента были объединены, этими учреждениями руководил один чиновник. С ноября 1835 по ноябрь 1841 года главноуправляющим департамента был Егор Львович Кривошапкин. Егор Львович был поэтом, сотрудником журнала «Приятное и полезное...», а с 1841 по 1868 - Николай Иванович Лаубе. В 1868 году учреждения были разделены, и новым петербургским почт-директором до 1885 года стал многолетний служащий Петербургского почтамта (с 1842) и  бывший старший цензор (с 1864)  почтамта  Владимир Фёдорович Шор. Владимир Фёдорович - отец известного советского патологоанатома и профессора Г. В. Шора. Следующим почт-директором был назначен Н. Р. Чернявский. После Чернявсого на должность почт-директора был назначен бывший управляющий Санкт-Петербургской сухопутной таможни Ермолай Николаевич Чаплин, который состоял в этой должности до своей смерти в 1905 году. Сын Ермолая Николаевича известный военный деятель Белого движения на Севере России Георгий Чаплин.
В России в течение первой половины XIX столетия газетная операция составляла частный промысел почт-директоров и почтмейстеров, которые сами устанавливали правила по газетной операции и взимали в свою пользу сборы за пересылку периодических изданий. В 1852 году правительство выкупило газетную операцию у двух почт-директоров и шести почтмейстеров.
В 1890 году почтовая часть Великого княжества Финляндского была соединена с почтовой частью в империи, причём министру внутренних дел было предоставлено вводить в Финляндии действующие в империи постановления по почтовой части. С тех пор финляндский почт-директор определялся высочайшей властью по представлению генерал-губернатора, основанному на соглашении с министром внутренних дел.
24 апреля 1918 года декретом Совета народных комиссаров Петроградский почтамт бы подчинён Народному комиссариату почт и телеграфов РСФСР и должность почт-директора была упразднена..

## Другие страны
В Австро-Венгрии в конце XIX — начале XX веков почтовые учреждения были распределены по десяти почтово-телеграфным округам, управляемым почт-директорами.
В тот же период вся территория германской имперской почты была разделена на 40 почтово-телеграфных округов, состоящих в ведении обер-почт-директоров.
- Примеры почт-директоров Германии
- Генеральный почт-директор Королевства Ганновер Вильгельм Аугуст фон Рудлофф[нем.]
- Генеральный почт-директор Северогерманского союза Генрих фон Стефан
- Могила почт-директора Эмиля Фрича (Emil Fritzsch) в Толкевице[нем.] (Дрезден)